# اچ‌ام‌اس کورنلیا (۱۸۰۸)
اچ‌ام‌اس کورنلیا (۱۸۰۸) (به انگلیسی: HMS Cornelia (1808)) یک کشتی است.